# Vitkronad tärna
Vitkronad tärna (Sterna trudeaui) är en sydamerikansk fågel i familjen måsfåglar inom ordningen vadarfåglar.

## Utseende
Vitkronad tärna är en rätt stor men slank tärna med en kroppslängd på 41 centimeter. Den är mycket ljust tecknad med blågrå ovan- och undersida men vita axillarer, övergump och stjärttäckare. Olikt många andra tärnarter är huvudet vitt, med en gråsvart fläck runt och bakom ögat. Näbben är ungefär lika lång som huvudet, tunn och något böjd, karakteristiskt svart med gul spets á la kentsk tärna, men dessutom gulkantade näbbhalvor och gul bas på nedre näbbhalvan. Vingarna är långa, smala och spetsiga, ibland med lite svart längst ut på vingspetsen. Stjärten är djupt kluven och fötterna orangegula.

## Lätet
Lätet består av en serie snabba "je-je-je-je" eller ett kort och gnissligt "jeeer".

## Utbredning och systematik
Vitkronad tärna förekommer i laguner och kärr från sydöstra Brasilien och Uruguay till Patagonien. Den har även påträffats i Paraguay och i Falklandsöarna. Fågeln behandlas som monotypisk, det vill säga att den inte delas in i några underarter.

## Levnadssätt
Vitkronad tärna påträffas i sötvattens- och saltvattensvåtmarker, både vid kusten och inåt land. Den födosöker över klart vatten utmed laguner, floder och flodmynningar på jakt efter småfisk eller insekter, i Chile främst fiskarten Odontesthes regia. Den kan också leta efter föda i upplogade åkrar. Arten häckar från oktober till december huvudsakligen i våtmarker. Den försvarar ungar och ägg aggressivt och kan till och med attackera inkräktare.

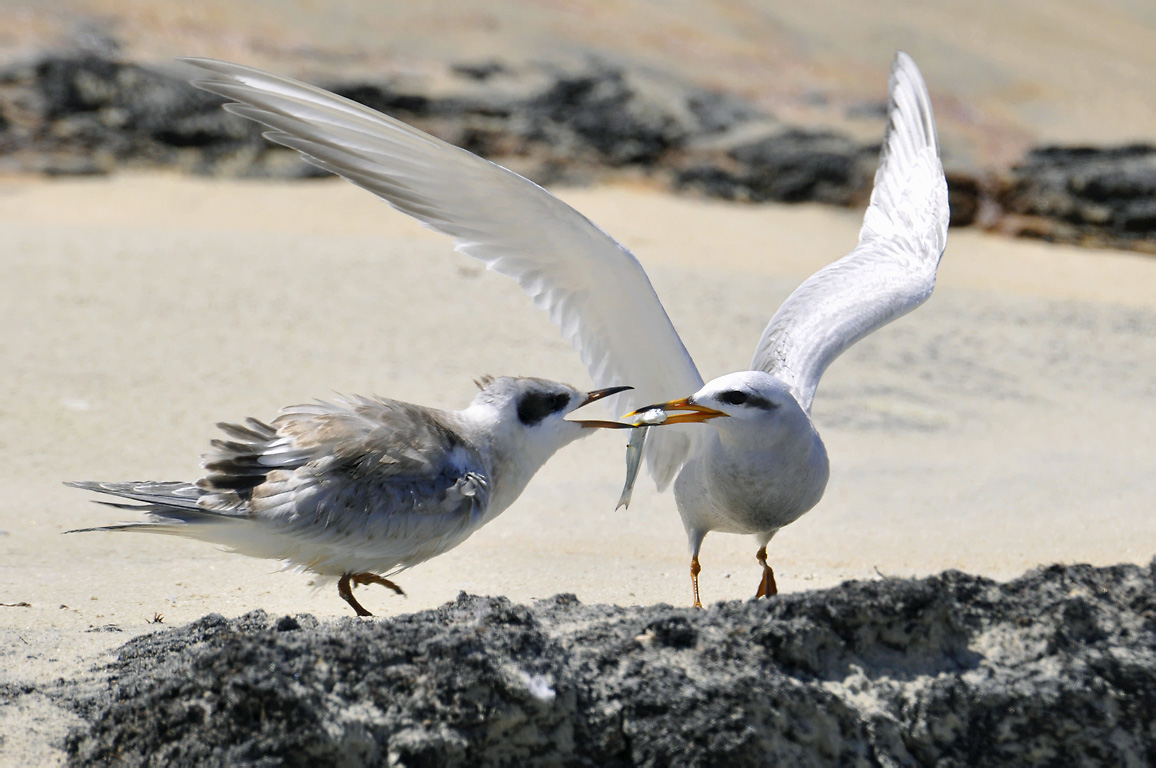
Adult vitkronad tärna som matar en unge i Rio Grande do Sul, Brasilien.

## Status och hot
Världspopulationen av vitkronad tärna uppskattas till endast 1.000-10.000 individer, men eftersom utvecklingen tros vara stabil och utbredningsområdet är relativt stort betraktas den inte som hotad. IUCN kategoriserar därför arten som livskraftig (LC).

## Namn
Fågelns vetenskapliga artnamn hedrar Dr James de Berty Trudeau (1817-1887), amerikansk läkare, upptäcktsresande, samlare av specimen samt konstnär.